# Goin' Down
Goin' Down è il primo singolo estratto dal primo album di Melanie C, Northern Star.
Il brano, di genere pop rock, è stato scritto dalla stessa cantante insieme a Julian Gallagher e Richard Stannard. Prodotto da Marius De Vries, il singolo è stato pubblicato il 27 settembre 1999 dall'etichetta discografica Virgin e ha riscosso un buon successo da parte dei critici musicali che aspettavano la prima pubblicazione da solista dell'ex componente delle Spice Girls.
A causa del testo offensivo, in molte emittenti televisive il video non è mai stato trasmesso.

## Il successo
Appena pubblicato, il singolo arrivò subito tra i primi dieci singoli più venduti in Gran Bretagna (precisamente alla numero 4) e diventò la seconda top 5 consecutiva per l'artista, dopo l'esperienza insieme a Bryan Adams con When You're Gone. Nelle altre nazioni, ha raggiunto le prime venti posizioni in Australia e le prime cinquanta in Canada.

## Tracce e formati
CD single one
1. "Goin' Down" (Radio version) — 3:35
2. "Ga Ga" — 3:49
3. "Angel on My Shoulder" — 3:48

CD single two
1. "Goin' Down" (Single version) — 3:35
2. "Ga Ga" — 3:49
3. "I Want You Back" — 3:18
4. "Goin' Down" music video

## Classifiche
| Paese       | Posizione raggiunta |
| ----------- | ------------------- |
| Regno Unito | 4                   |
| Australia   | 25                  |
| Italia      | 37                  |
| Paesi Bassi | 64                  |